# 奧萊姆貝體育場
奧萊姆貝體育場正式名稱為以喀麥隆長期總統名字保羅·比亞命名的保羅·比亞體育場，是一座喀麥隆雅溫德奧萊姆貝的綜合性體育場。該體育場是喀麥隆最大、非洲第九大體育場。2021年非洲國家盃開閉幕典禮於此體育場舉行。

## 外部連結
- Photos （页面存档备份，存于） at cafe.daum.net/stade （页面存档备份，存于）
- website （页面存档备份，存于） CAF

| 前任： 開羅國際體育場 | 非洲國家盃 決賽場地 2021 | 繼任： 現任 |